# Liste der Naturdenkmale im Zollernalbkreis

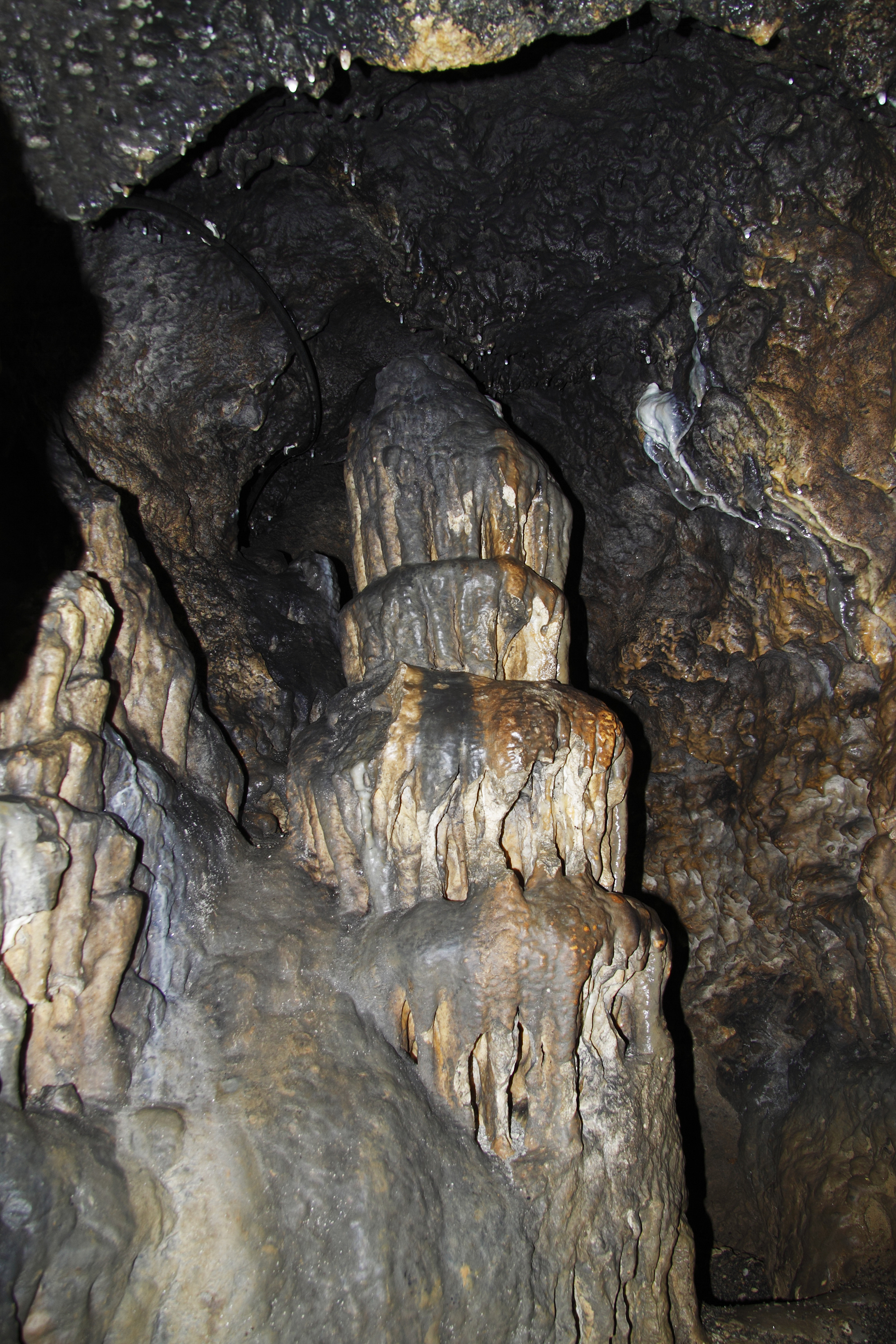
Naturdenkmal „Linkendboldshöhle“ bei Albstadt

Die Liste der Naturdenkmale im Zollernalbkreis nennt die Listen der in den neun Städten und 16 weiteren Gemeinden im Zollernalbkreis gelegenen Naturdenkmale. Im Zollernalbkreis liegen Stand Juli 2024 insgesamt 31 flächenhafte Naturdenkmale (FND) und 210 als Naturdenkmal geschützte Einzelgebilde (END), darunter die Linkenboldshöhle bei Albstadt und die Muttereiche bei Hechingen.

## Naturdenkmale im Zollernalbkreis
Stand: 29. Juli 2024.
| Gemeinde                     | Liste                                                  | Anzahl END | Anzahl FND | Gesamt |
| ---------------------------- | ------------------------------------------------------ | ---------- | ---------- | ------ |
| Albstadt                     | Liste der Naturdenkmale in Albstadt                    | 10         | 6          | 16     |
| Balingen                     | Liste der Naturdenkmale in Balingen                    | 7          | 2          | 9      |
| Bitz                         | Liste der Naturdenkmale in Bitz                        | 1          | 0          | 1      |
| Bisingen                     | Liste der Naturdenkmale in Bisingen                    | 10         | 0          | 10     |
| Burladingen                  | Liste der Naturdenkmale in Burladingen                 | 40         | 0          | 40     |
| Dormettingen                 | Liste der Naturdenkmale in Dormettingen                | 1          | 0          | 1      |
| Dotternhausen                | Liste der Naturdenkmale in Dotternhausen               | 2          | 1          | 3      |
| Geislingen (Zollernalbkreis) | Liste der Naturdenkmale in Geislingen (bei Balingen)   | 10         | 0          | 10     |
| Grosselfingen                | Liste der Naturdenkmale in Grosselfingen               | 3          | 0          | 3      |
| Haigerloch                   | Liste der Naturdenkmale in Haigerloch                  | 18         | 7          | 25     |
| Hausen am Tann               | Liste der Naturdenkmale in Hausen am Tann              | 1          | 3          | 4      |
| Hechingen                    | Liste der Naturdenkmale in Hechingen                   | 42         | 0          | 42     |
| Jungingen                    | Liste der Naturdenkmale in Jungingen                   | 3          | 0          | 3      |
| Meßstetten                   | Liste der Naturdenkmale in Meßstetten                  | 8          | 3          | 11     |
| Nusplingen                   | Liste der Naturdenkmale in Nusplingen                  | 5          | 1          | 6      |
| Obernheim                    | Liste der Naturdenkmale in Obernheim                   | 4          | 2          | 6      |
| Rangendingen                 | Liste der Naturdenkmale in Rangendingen                | 9          | 1          | 10     |
| Rosenfeld                    | Liste der Naturdenkmale in Rosenfeld                   | 20         | 1          | 21     |
| Schömberg                    | Liste der Naturdenkmale in Schömberg (Zollernalbkreis) | 6          | 1          | 7      |
| Straßberg                    | Liste der Naturdenkmale in Straßberg (Zollernalbkreis) | 6          | 0          | 6      |
| Weilen unter den Rinnen      | Liste der Naturdenkmale in Weilen unter den Rinnen     | 1          | 0          | 1      |
| Winterlingen                 | Liste der Naturdenkmale in Winterlingen                | 4          | 2          | 6      |
| Zimmern unter der Burg       | Liste der Naturdenkmale in Zimmern unter der Burg      | 0          | 1          | 1      |